# Charles Howard (Oficial del Ejército Británico)
Charles Howard KB c. 1696 – 26 de agosto de 1765), fue un soldado y político de origen británico al cual le fue otorgado el predicado El Honorable desde el nacimiento.

## Trasfondo
Fue el segundo hijo del 3.er Conde de Carlisle y del Lady Anne de Vere Capell, la cual era hija del 1.er Conde de Essex. Howard fue un Miembro de la Cámara de 1714 a 1727 y Miembro del Parlamento (MP) por Carlisle desde 1727 hasta 1761.

## Carrera militar
Se le encargó como miembro abanderado del 2.º Regimiento de Guardias de Pie el 10 de abril de 1715. Más tarde fue ascendido como capitán en una compañía militar parte del 16 Regimiento de Pie el 10 de junio de 1717. Fue transferido durante un breve tiempo al Regimiento n.º 9 de Dragones, y el 21 de abril de 1719, regresó a la 2.ª División de Guardias de a Pie como capitán de una de las compañías y como Teniente coronel en el ejército británico. En el año 1725, Howard fue nombrado Teniente Gobernador de Carlisle y, en 1734,  fue nombrado como el coronel y ayudante del Rey George II de Gran Bretaña. En 1738, recibió el mando del 19° Regimiento de Pie, en virtud de que él llegó a ser conocido como El Verde Howards. Su regimiento formó parte de la  Guerra de Sucesión de Austria y en 1742, Howard fue nombrado general de brigada. Comandó una brigada durante la Batalla de Dettingen en 1743, y como resultado de su victoria fue ascendido a Mayor general una semana después. Luchó en la Batalla de Fontenoy en 1745, y comandó al total de las fuerzas de Infantería Británicas durante la Batalla de Rocoux en 1746. Fue nombrado teniente general algunos días después de la Batalla de Val en el año 1747.

## Después de la guerra
Después de la guerra Howard fue transferido al 3.er Regimiento de Guardias de Dragoon en 1748 y en 1749, fue galardonado como miembro de la Orden del Baño. Posteriormente fue nombrado Gobernador de Fort George y Fort Augustus (Gobernador de Inverness) en 1752 y en 1765, tres meses antes de su muerte, fue ascendido al rango de general.
Murió en Bath, Somerset, y fue enterrado en el mausoleo del Castillo Howard. Soltero, su voluntad solo menciona dos hijos ilegítimos:
- William Howard, un capitán en el Regimiento de Brudenel.
- Eleanor Howard, casada con John Dalrymple de Santiago, Westminster, siendo nombrada esquire en 1765.